# 23e régiment de chasseurs à cheval
Pour les articles homonymes, voir 23e régiment.
Le  23e régiment de chasseurs à cheval est une unité de cavalerie de l'armée française actuellement dissoute.

## Chefs de corps
En 1793, le chef de brigade Antoine Louis Decrest de Saint-Germain prend le commandement de l'unité avant de la quitter, pour finalement y revenir après août 1795. Il conserve son poste jusqu'en 1797, date à laquelle il est remplacé par le colonel François Guérin d'Etoquigny. Sous le Premier Empire, le 23e régiment est tout d'abord placé sous les ordres de Pierre-Joseph Bruyères en 1805, puis d'Urbain François Lambert en 1806, d'Antoine-Valentin La Nougarède en 1811 et enfin du chef d'escadron Marcellin Marbot en 1812.

## Historique des garnisons, combats et batailles du23eChasseurs à cheval

### Guerres de la Révolution française (1792-1802)
Le 23e régiment de chasseurs à cheval est créé à partir de la cavalerie de la légion des Ardennes (qui est levée par le général Dumouriez en juillet 1792, mesure approuvée par la Convention nationale le 10 décembre 1792). Le 10 septembre 1793, le ministre Bouchotte décide que le corps de la cavalerie de la légion fera partie de l'arme des chasseurs à cheval et lui attribue le n°23.
- 1793 : Armée du Rhin
- 1794 : Armée du Nord
- 1798 : Armée du Sambre et Meuse
- 1799 : Armée du Danube et Armée du Rhin
- Garnison à Annecy

### Guerres napoléoniennes (1803-1815)

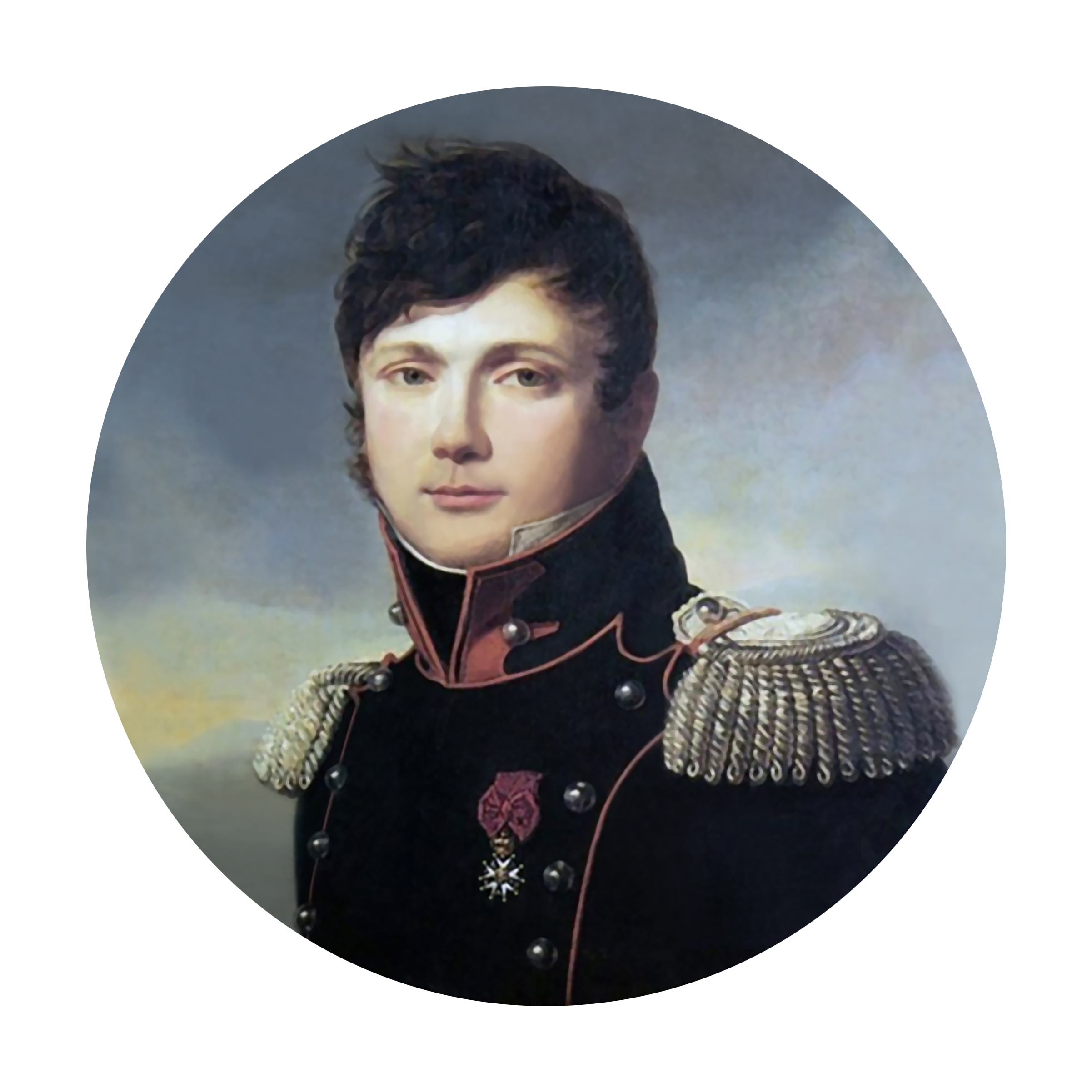
Le colonel Marbot à la tête du 23e régiment de chasseurs à cheval en 1812

En 1812, le chef d'escadron Marbot intègre le régiment en tant qu'adjoint du colonel La Nougarède, ce dernier étant sujet à des crises de goutte. Le 23e régiment de chasseurs à cheval sera dissous peu de temps après l'abdication de Napoléon Ier, au cours de la Première Restauration.
- 1805 : Guerre de la troisième coalition
  - Bataille de Caldiero
- 1809 : Campagne d'Allemagne et d'Autriche
  - Eckmühl
  - Essling
  - Wagram
  - Znaïm
- 1812 : Campagne de Russie
  - Polotsk
  - Beresina
- 1813 : Campagne d'Allemagne
  - Siège de Dantzig
  - Katzbach
  - Bataille de Leipzig
- 1814 : Campagne de France
  - Combat de la Chaussée
  - 14 février 1814 : Bataille de Vauchamps
  - Fère-Champenoise

### Première Guerre mondiale (1914-1918)
Une recréation du régiment en 1915 est évoqué dans les cahiers de la Sabretache, mais il n'existe pas de JMO pour ce régiment sur le site journal de marche 1914-1918.

## Étendard
[Information douteuse]
- Essling 1809
- Wagram 1809

## Uniformes
En 1806, la tenue comprend un shako en cuir noir et un surtout vert à collet et parements de couleur capucine. En 1808, le règlement est modifié et un uniforme « à la Kinski » est introduit. En 1812, l'habit vert du 23e régiment comprend la distinctive capucine pour le col et son passepoil ainsi que pour les parements ; le passepoil du reste de la tenue est vert.